# Rote Sonne weites Land
Rote Sonne weites Land – trzydziesty album niemieckiej grupy muzycznej Die Flippers wydany w 1996 roku.

## Lista utworów
1. Rote Sonne, weites Land – 3:08
2. Schöne Mädchen heißen Gabi – 3:41
3. Du hast die schönsten Augen – 2:53
4. Adios Manuela – 3:13
5. Deine Liebe wird mir fehlen – 3:36
6. Lena – steig in mein rotes Cabriolet – 3:45
7. Die Sommernacht in Grichenland – 3:19
8. Mädchen das ich nicht mehr wiederfand – 3:28
9. Laß und heut Nacht romantisch sein – 3:18
10. Das Tagebuch – 3:16
11. Ich liebe Dich Christin – 3:21
12. Wenn ich in deine blauen Augen schau – 3:39
13. Reggae Rhythmus und heißer Sand – 3:12
14. Laß mich heut Nacht nicht allein – 3:18